# Termin dwóch Chin

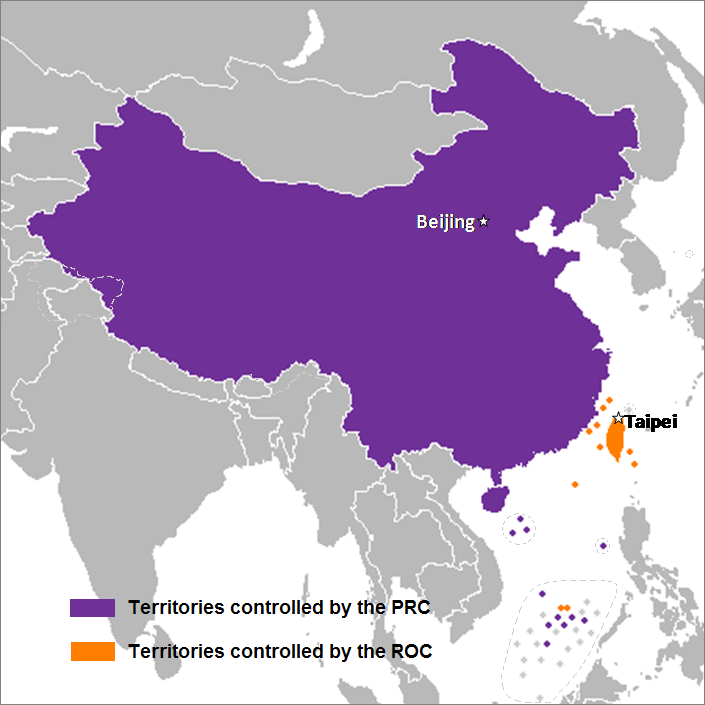
Terytorium kontrolowane przez Chińską Republikę Ludową (kolor fioletowy) i Republikę Chińską (kolor pomarańczowy)

Termin dwóch Chin – termin odnoszący się do współczesnej sytuacji politycznej, w której dwa podmioty polityczne na arenie międzynarodowej stosują nazwę Chiny:
- Chińska Republika Ludowa (ChRL, potocznie: Chiny), państwo powstałe w 1949 roku, które obejmuje swoją kontrolą Chiny kontynentalne oraz dwa specjalne regiony administracyjne: Hongkong i Makau;
- Republika Chińska (potocznie: Tajwan), państwo powstałe w 1912 roku, które sprawowało kontrolę nad Chinami kontynentalnymi do 1949 roku, kiedy rząd Republiki Chińskiej stracił kontrolę nad tym obszarem w wyniku wojny domowej. Współcześnie Republika Chińska sprawuje kontrolę nad wyspą Tajwan.

## Tło historyczne
Republika Chińska powstała 1 stycznia 1912 roku jako następstwo wydarzeń związanych z rewolucją Xinhai, która przyczyniła się do obalenia dynastii Qing i zakończyła rządy cesarskie w Chinach. Od momentu powstania Republiki Chińskiej, aż do jej upadku w 1949 roku, rząd sprawował kontrolę nad kontynentalną częścią Chin. W latach 1912–1949, w wyniku niestabilnej sytuacji politycznej w kraju związanej z następującymi wydarzeniami: erą militarystów (1915–1928), wojną chińsko-japońską (1937–1945) oraz wojną domową (1927–1950), doszło do osłabienia rządu Republiki Chińskiej (Kuomintang), przejęcia władzy przez Komunistyczną Partię Chin i proklamowania Chińskiej Republiki Ludowej 1 października 1949 roku. 8 grudnia 1949 roku rząd Republiki Chińskiej przeniósł swoją stolicę z Nankinu do Tajpej w celu znalezienia schronienia, lecz z zamiarem ponownego odzyskania kontynentalnej części Chin.

## Sytuacja polityczna

### Chińska Republika Ludowa
Rząd Chińskiej Republiki Ludowej sprzeciwia się traktowaniu Republiki Chińskiej jako niezależnego państwa i traktuje Tajwan jako zbuntowaną prowincję. Rząd Chińskiej Republiki Ludowej sprzeciwia się polityce dwóch Chin, natomiast uznaje zasadę jednych Chin, która zakłada istnienie jednego państwa chińskiego (złożonego z części kontynentalnej, Hongkongu, Makau i Tajwanu). Rząd ChRL nie posiada jednak de facto kontroli nad terytorium administrowanym przez Republikę Chińską (Tajwan). Jednocześnie rząd ChRL twierdzi, że terytoria kontrolowane przez Chińską Republikę Ludową lub Republikę Chińską stanowią część tego samego, niepodzielnego i suwerennego podmiotu politycznego o nazwie Chiny. Dodatkowo zgodnie z polityką Chińskiej Republiki Ludowej każde państwo, które chce nawiązać stosunki dyplomatyczne z ChRL, musi najpierw zerwać stosunki polityczne z Republiką Chińską.

### Republika Chińska
Władze Republiki Chińskiej do reformy konstytucji w 1991 roku oficjalnie domagały się uznania jej suwerenności nad kontynentalną częścią Chin. Po przeprowadzonej reformie konstytucyjnej rząd Republiki Chińskiej porzucił swoje roszczenia w stosunku do Chińskiej Republiki Ludowej stwierdzając, że nie kwestionuje faktu, że ChRL sprawuje kontrolę na kontynentalną częścią Chin. W 2002 roku prezydent Chen Shui-bian ogłosił, że zarówno Chińska Republika Ludowa, jak i Tajwan stanowią dwa odrębne państwa (polityka jednych Chin, jednego Tajwanu), tym samym Tajwan nie stanowi prowincji wchodzącej w skład ChRL.